# Waldemar Lübke (Fußballspieler)
Waldemar Lübke (Lebensdaten unbekannt) war ein deutscher Fußballspieler.

## Karriere
Lübke gehörte Holstein Kiel als Mittelfeldspieler an, für den er von 1919 bis 1933 in den vom Norddeutschen Fußball-Verband organisierten Meisterschaften, zu Beginn im Bezirk Kiel, ab der Saison 1920/21 in der Nordkreisliga, ab der Saison 1922/23 in der Kreis-, ab der Folgesaison in der Bezirksliga Schleswig-Holstein, ab der Saison 1928/29 in der Runde der Zehn und ab der Saison 1929/30 in der Oberliga Schleswig-Holstein, Punktspiele bestritt. Aufgrund der regionalen Erfolge – darunter der dreimalige Gewinn der Norddeutschen Meisterschaft – nahm er in den ununterbrochenen Spielzeiten 1925/26 bis 1931/32 mit der Mannschaft auch an den jeweiligen Endrunden um die Deutsche Meisterschaft teil. In seinen insgesamt 17 Endrundenspielen erzielte er fünf Tore, wobei er am 16. Mai 1926 in Kiel beim 8:2-Sieg im Achtelfinalspiel gegen den Stettiner SC debütierte und gleich vier Tore erzielte.
In der Spielzeit 1929/30 drang er mit seiner Mannschaft bis ins Finale vor, das jedoch am 22. Juni im Düsseldorfer Rheinstadion mit 4:5 gegen Hertha BSC verloren wurde.

## Erfolge
- Zweiter der Deutschen Meisterschaft 1930
- Norddeutscher Meister 1926, 1927, 1930
- Schleswig-Holsteinischer Meister 1923, 1924, 1925, 1926, 1927, 1928, 1930, 1931, 1932, 1933
- Nordkreismeister 1922
- Bezirksmeister Kiel 1920